# Пістолет-кулемет Токарєва
Пістолет-кулемет Токарєва — створений в 1927 році Федором Токарєвим експериментальний зразок автоматичної гвинтівки під перероблений револьверний набій Нагана. Перший радянський пістолет-кулемет. На озброєння прийнятий не був, у серію не пішов, проте дослідна партія знайшла застосування у німецько-радянській війні. Виробництво було налагоджене на Тульському збройовому заводі.

## Історія
Пістолет-кулемет, який мав оригінальну назву легкий карабін, був створений Федором Токарєвим під перероблений 7,62-мм револьверний набій системи Нагана, оскільки пістолетні патрони на той час в Радянському союзі не вироблялись (у царській армії, зброя якої в основному використовувалась РСЧА, єдиного штатного пістолета не існувало). Набій Нагана був непридатний для використання в автоматичній зброї, тому патрони для дослідних пістолетів-кулеметів допрацьовували: обжимали дульце гільзи для полегшення подачі патрона з магазина. Проведені випробування показали ненадійність нової зброї. Більшість затримок траплялись через недосконалий механізм подачі набою в патронник, які просто застрягали. Очевидно, що такий недосконалий зразок не міг бути прийнятий на озброєння.
Надалі роботи по створенню радянських пістолетів-кулеметів, як під револьверний, так і під пістолетний патрон (набій 7,63×25 мм Mauser був прийнятий в СРСР на початку 1930-х років як 7,62×25 мм ТТ) були продовжені. Адаптація пістолета-кулемета під інші набої проводилась, але була невдалою. На базі свого «легкого карабіна» Токарєв розробив також самозарядний карабін, який відрізнявся більш довгим стволом, зміненою мушкою і секторним діоптричним прицілом, який був розрахований на 800 м.

## Конструктивні особливості
Пістолет-кулемет Токарєва мав низку особливостей, які були нехарактерні не тільки для зразків того часу, а й навіть для пізніших радянських розробок:
- Секторний магазин мав кілька отворів з відповідними мітками для контролю витрат патронів, а також — зручну дерев'яну накладку з виїмками для пальців, що дозволяло утримувати зброю при стрільбі за магазин. Пізніші радянські пістолети-кулемети не мали такої накладки, більше того, бійцю категорично заборонялось триматися за магазин, щоб уникнути розхитування кріплення (що часто порушувалось у бою).
- Металеві деталі зброї були практично повністю закриті деревом, що мало підвищити зручність використання зброї взимку.
- Другий споряджений магазин міг зберігатись в спеціальній порожнині всередині приклада.
- Режим вогню керувався за допомогою двох спускових гачків: задній слугував для ведення одиночного вогню, передній — для стрільби чергами.
- У цій зброї реалізований механізм затворної затримки, який залишав відкритим після відстрілу останнього патрона в магазині — рідкість в цьому класі зброї навіть в наш час.

Практично всі деталі зброї виготовлялися на металорізальних верстатах. Поряд з цим, існував і варіант з більш технологічною у виробництві ствольною коробкою з трубчастої заготовки, що переходить в перфорований кожух ствола. Число заводських деталей — 81.